# TBN 정오뉴스
《TBN 정오뉴스》는 TBN 교통방송에서 평일 낮 12시에 방송하는 낮 종합뉴스 프로그램이다.

## 앵커
- TBN 교통방송 아나운서

## 동시 시간대 뉴스 프로그램
- KBS 제1라디오 정오종합뉴스 (KBS 제1라디오)
- MBC 정오종합뉴스 (MBC 표준FM)
- cpbc 정오종합뉴스 (cpbc 가톨릭평화방송)
- BBS 정오종합뉴스 (BBS FM)
- 경인방송 정오종합뉴스 (경인방송)
- TBS 정오뉴스 (TBS FM)
- KFN 라디오 뉴스 (KFN 라디오)

| TBN 교통방송 평일 프로그램 |                       |                                |
| 이전                       | TBN 정오뉴스          | 다음                           |
| 김경식의 오토쇼 으라차차   | TBN 정오뉴스          | 김효진, 양상국의 12시에 만나요 |
| 오전 11시 ~ 오전 11시 55분 | 낮 12시 ~ 낮 12시 5분 | 낮 12시 5분 ~ 낮 1시 55분      |
|                            |                       |                                |